# Chersonesus
Chersonesus és una característica d'albedo a la superfície de Mart, localitzada amb el sistema de coordenades planetocèntriques a -49.67 ° latitud N i 100 ° longitud E. El nom va ser aprovat per la UAI l'any 1958 i fa referència a Quersonès Traci, antic nom de la península de Gal·lípoli, al costat europeu dels Dardanels.